# Hiob (1919)
Hiob ist ein 1918 entstandenes, 1919 veröffentlichtes, deutsches Stummfilmdrama mit Eduard von Winterstein in der Titelrolle.

## Handlung
Der wohlhabende Fabrikant Hiob betätigt sich privat als mildtätiger Philanthrop. Einmal im Monat laden er und seine Tochter Esther die Armen der Stadt zu einem Festmahl ein und helfen ihnen auch sonst, wo immer sie nur können. Nach einem seiner gegebenen Feste schläft Hiob beim Lesen ein und beginnt zu träumen. In diesem Traum herrscht Satan, der Fürst der Hölle, über die Welt und bringt Streiks und Kriege, Brände und Krankheiten mit sich. Hiob verarmt, dessen Tochter lässt Satan sogar erblinden. Infolge dieser Katastrophen im Traum zum Bettler geworden, hausen Hiob und Esther in einer Felshöhle. Dennoch lässt sich Hiob in seinem Glauben in Gott nicht beirren. Verwirrt und schockiert erwacht Hiob und bleibt sich treu in seinen Anstrengungen, seinen Nächsten wie sich selbst zu lieben.

## Produktionsnotizen
Hiob, inspiriert von den Erzählungen der gleichnamigen, alttestamentlichen Figur, entstand bis August 1918 auf Pichelswerder und im Bioscop-Atelier in Neubabelsberg und wurde im September 1919, in der zensurlosen Zeit, in Berlins Kant-Lichtspielen erstaufgeführt. In Österreich lief der Film nahezu zeitgleich, am 5. September 1919, an. Die Länge des Sechsakters betrug rund 2000 Meter.
Die Bauten schuf Gustav A. Knauer. Die großen Schlachtenaufnahmen zwischen Galliern und Römern wurden auf Pichelswerder gedreht.

## Kritik
Paimann’s Filmlisten resümierte: „Stoff, Photos und Spiel sehr gut. Szenerie ausgezeichnet.“